# Stanford Moore
Stanford Moore, född 4 september 1913 i Chicago i Illinois, död 23 augusti 1982 i New York i New York, var en amerikansk biokemist. 

## Biografi
Moore var professor vid Rockefeller University i New York. Tillsammans med Christian Anfinsen och William Stein tilldelades han år 1972 Nobelpriset i kemi för klarläggandet av struktur och funktion hos ribonukleas.